# Frieder Diestelhorst
Frieder Diestelhorst (* 11. April 1987 in Halle (Saale)) ist ein ehemaliger deutscher Basketballspieler.

## Laufbahn
Diestelhorst spielte als Jugendlicher Basketball beim SV Halle, 2005 wechselte er mit 18 Jahren zum Mitteldeutschen BC in die 2. Basketball-Bundesliga. 2009 gewann er mit dem MBC den Meistertitel in der 2. Bundesliga ProA. Nach dem Aufstieg stand er zwar weiterhin im MBC-Kader, kam aber nicht in der Bundesliga zum Einsatz, sondern verstärkte dank eines Doppelspielrechts Science City Jena in der 2. Bundesliga ProA.
Im Spieljahr 2010/11 stand er in Diensten des Zweitligisten s.Oliver Würzburg, gefolgt von zwei Jahren bei der BG Bitterfeld-Sandersdorf-Wolfen 06 (2. Bundesliga ProB). Nach einer kurzen Rückkehr in seine Heimatstadt und Einsätzen für den USV Halle in der 2. Regionalliga, ging Diestelhorst ab Dezember 2013 wiederum für Bitterfeld-Sandersdorf-Wolfen auf Punktejagd.
In der Saison 2015/16 war der Flügelspieler wiederum Leistungsträger beim Zweitregionalligisten Halle, im Spieljahr 2016/17 verstärkte er die Mannschaft des TSV Oberhaching-Deisenhofen in der ersten Regionalliga.
Kurz vor dem Jahreswechsel 2017/18 wurde Diestelhorst von den Rostock Seawolves geholt, er wechselte damit in die 2. Bundesliga ProB. Im März 2018 trennte er sich aus privaten Gründen von der Mannschaft.

### Nationalmannschaft
Im Sommer 2007 erreichte Diestelhorst mit der deutschen U20-Nationalmannschaft das Halbfinale der B-Europameisterschaft in Polen.